# Nosurahu
Nosurahu est une île d'Estonie.